# Колібрі-крихітка вогнистий
Колі́брі-кри́хітка вогнистий (Selasphorus rufus) — вид серпокрильцеподібних птахів родини колібрієвих (Trochilidae). Мешкає в Північній Америці.

## Опис

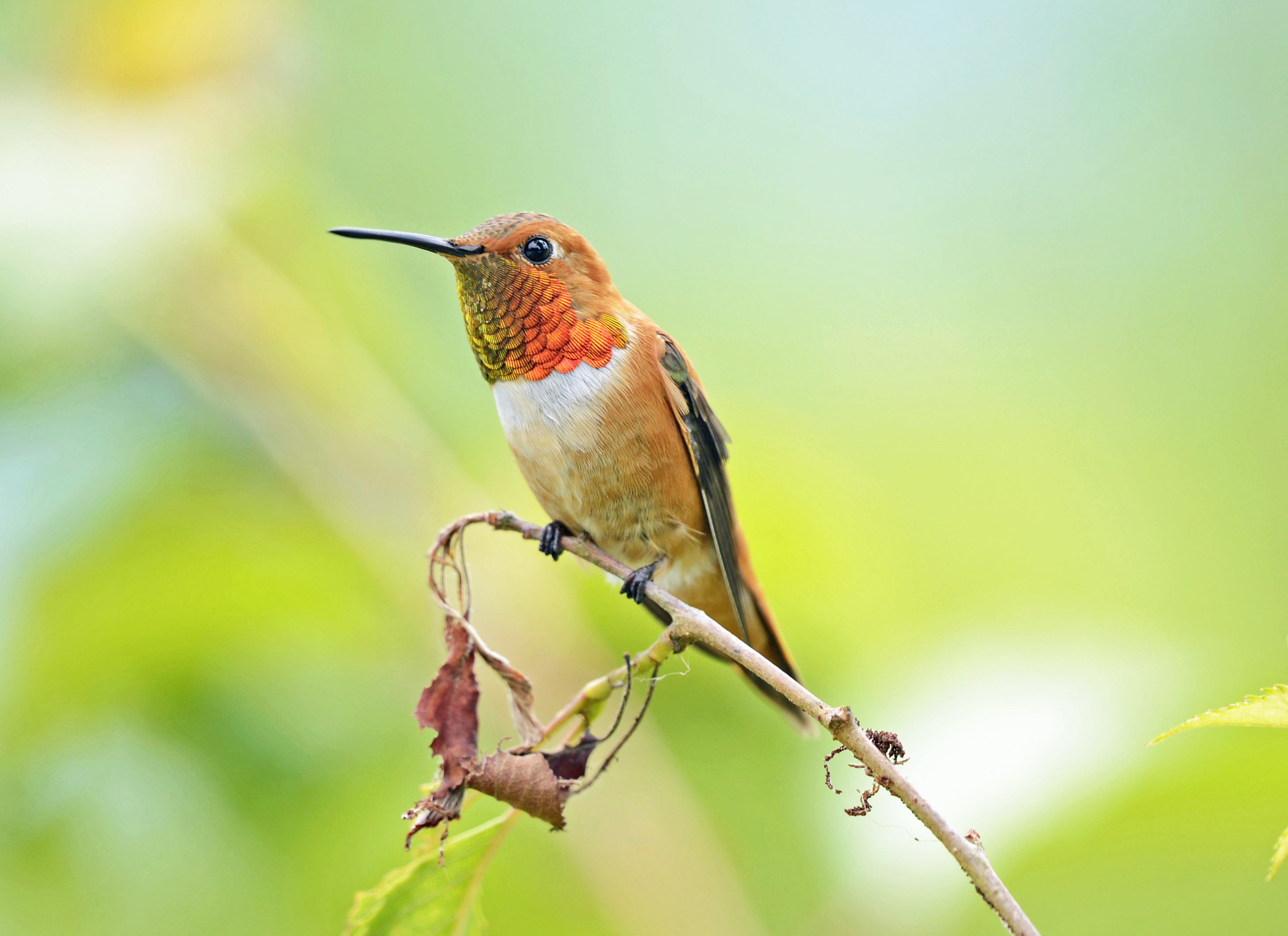
Самець вогнистого колібрі-крихітки

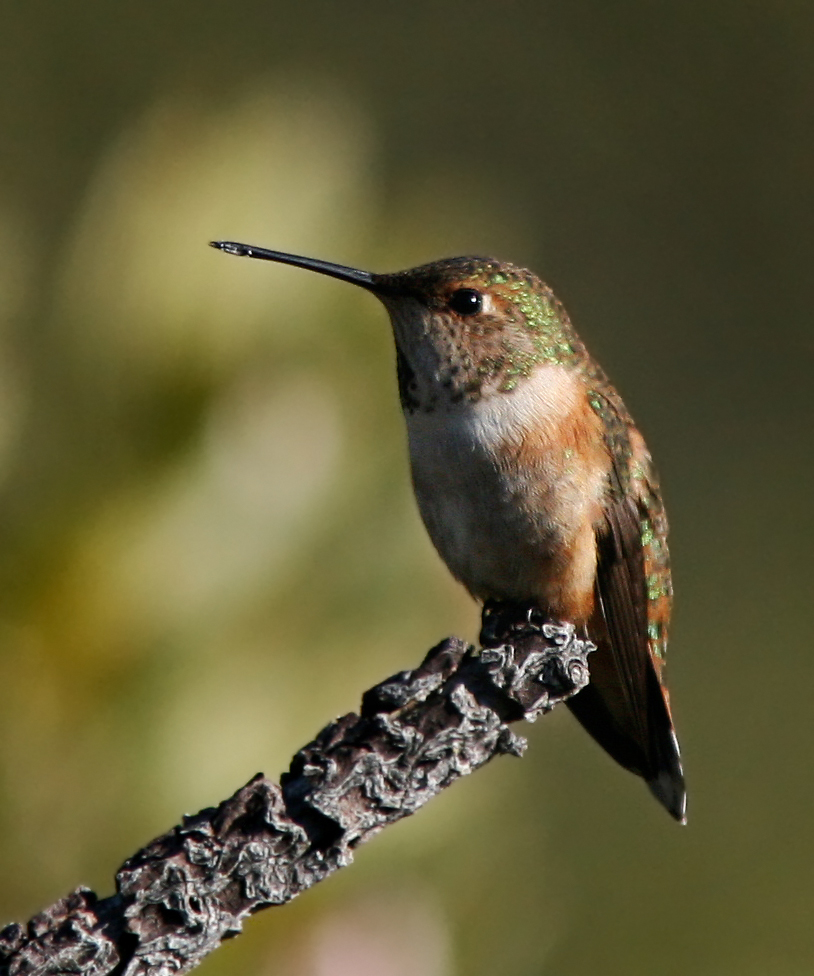
Самиця вогнистого колібрі-крихітки

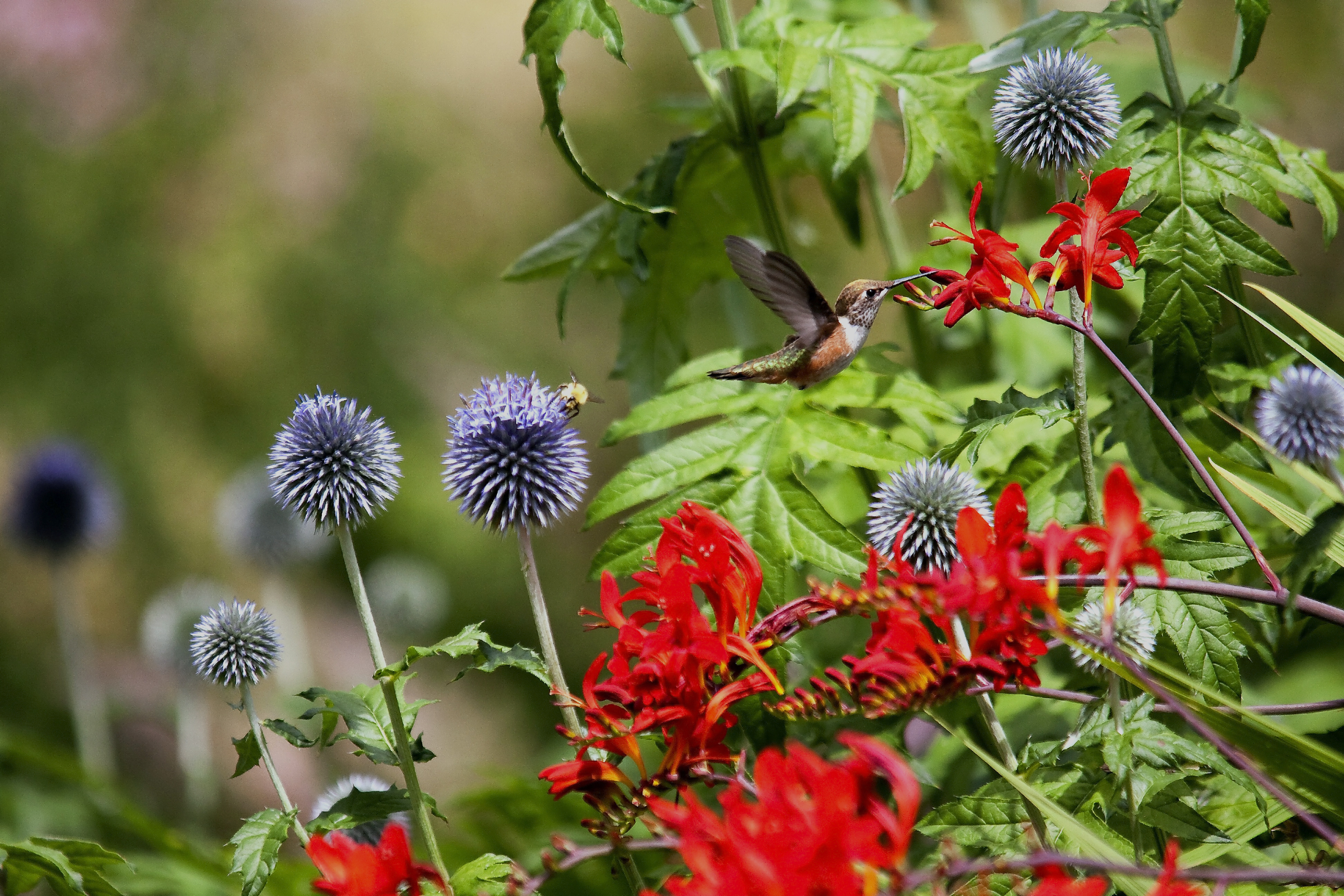
Вогнистий колібрі-крихітка живиться нектаром Crocosmia

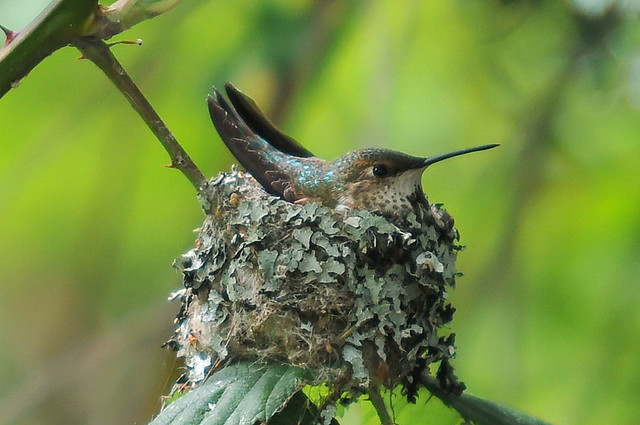
Самиця вогнистого колібрі-крихітки на гнізді

Довжина птаха становить 7-9 см, розмах крил 11 см, вага 2-5 г. Виду притаманний статевий диморфізм. Самиці є дещо більшими за самців. Вони мають переважно охристо-руде забарвлення, на горлі у них блискуча оранжево-червона пляма, груди і гузка у них білі. Хвіст рудий, стернові пера мають чорні кінчики. Дзьоб відносно довгий, вузький, прямий, чорний. За очима білі плямки. У деяких самців на спині або тімені є кілька бронзово-зелених пір'їн. Дзьоб довгий, прямий, чорний.
У самиць верхня частина тіла переважно зелена, груди білі, решта нижньої частини тіла блідо-рудувато-охриста, на горлі є кілька блискучих оранжевих пір'їн. Хвіст біля основи рудий, посередині зеленуватий, на кінці його є темна смуга, кінчики стернових пер заокруглені, білі. Самиці і молоді самці вогнистих колібрі-крихіток є дуже схожими на каліфорнійських колібрі-крихіток і відрізнити їх в природі майже неможливо без детального огляду.

## Поширення і екологія
Вогнисті колібрі-крихітки гніздяться на заході Північної Америки, від південно-східної Аляски і Юкона до північної Каліфорнії. Типовою місцевістю виду є узбережжя протоки Нутка на заході острова Ванкувер в Канаді. Міграція на південь починається дуже рано. Вони можуть зупинитися на півдорозі і провести літо в Скелястих горах, живлячись нектаром польових квітів — в такому випадку птахи агресивно захоплюють кормові території і захищають їх. Зиму птахи проводять в штаті Герреро на південному заході Мексики або на субтропічному узбережжі Мексиканської затоки. Повернення вогнистих колібрі-крихіток на північ відбувається вздовж Тихоокеанського пролітного шляху і може бути скоординоване за часом з першим цвітінням на початку травня, а також з доступністю комах як їжі. Вогнисті колібрі-крихітки живуть в різноманітних природних середовищах — від зрілих хвойних лісів і вторинних заростей до парків і садів. Під час негніздового періоду вони зустрічаються в чагарникових заростях і в мішаних сосново-дубово-ялівцевих лісах.
Вогнисті колібрі-крихітки гніздяться найпівнічніше за усіх представників родини колібрієвих (61° пн. ш.). Відстань, на яку ці птахи мігрують, може становити 10000 км. Якщо зіставити цю відстань з розмірами самого птаха, то виходить, що вогнисті колібрі-крихітки здійснюють найдовшу міграцію серед усіх птахів світу. При довжині тіла дещо більше трьох дюймів ці птахи долають 6 275 кілометрів в одну сторону від Аляски до Мексики, що становить приблизно 78 470 000 довжин тіла. Для порівняння, полярний крячок (Sterna paradisaea) довжиною 13 дюймів мігрує з Арктики до Антарктики, долаючи при цьому 11 185 кілометрів, або 51 430 000 довжин тіла, що становить лише 65 % від переміщення вогнистого колібрі-крихітки. 
Іноді бродячі птахи перетинають Північне полярне коло і були зафіксовані на острові Ратманова, а також на острові Врангеля і на Чукотці в Росії. Таким чином вогнисті колібрі-крихітки є єдиними з усіх колібрієвих, що були зафіксовані поза Америкою. 

## Поведінка
Вогнисті колібрі-крихітки живляться нектаром різноманітних квітучих рослин, використовуючи свій довгий, трубкоподібний язик, а також дрібними комахами, яких ловлять в польоті. Іноді вони також п'ють сік дерев, використовуюючи отвори, зроблені дятлами-смоктунами і відвідують годівниці для колібрі. Самці агресивно захищають кормові території.
Сезон розмноження у вогнистих колібрі-крихіток триває з квітня по липень, причому більшість парувань відбувається у травні. Самці паруються з багатьма самицями. Вони виконують демонстраційні польоти, зависаються на висоті від 20 до 45 м над землею перед самицями, потім опускаються на кілька сантиметрів, після чого знову взлітають. Під час цього польоту частота їх дзижчачих помахів крил є особливо високою і становить 200 помахів за секунду. Самиці виказують прихильність, демонструючи білий кінчик хвоста, після чого відбувається парування, яке триває лише 3-5 секунд. У насиджування яєць або догляді за потомством самці не беруть жодної участі.
Самиці будують відкриті, чашоподібні гнізда, які розміщуються в чагарниках або на хвойних деревах. Вони робляться з моху, листя і лишайників, скріплених за допомогою павутиння. В кладці 2 яйця. Інкубаційний період триває 12-14 днів, пташенята покидають гніздо через 2 тижні після вилуплення.

## Збереження
МСОП класифікує стан збереження цього виду як близький до загрозливого. За оцінками дослідників, популяція вогнистих колібрі-крихіток становить приблизно 22 мільйони птахів. Темпи скорочення популяції становлять 2,1% за рік або 19% за 10 років. Їм може загрожувати знищення природного середовища і зміна клімату, однак точна причина скорочення популяції є нез'ясованою.